# C'est irréparable
C'est irréparable è un brano musicale scritto e interpretato da Nino Ferrer, pubblicato nel 45 giri Pour Oublier Qu'on S'est Aime/C'est Irréparable nel 1963 e oggetto in seguito di cover di altri artisti tra cui Dalida.
Mina ne cantò una versione in italiano (con il testo di Mogol ed Alberto Testa), intitolata Un anno d'amore e pubblicata nel 45 giri Un anno d'amore/E se domani. 
Greta Panettieri ha interpretato sia la versione italiana di Mina che quella originale in francese. 

## Cover di Greta Panettieri
C'est irréparable è un singolo discografico della cantante italiana Greta Panettieri, pubblicato nel 2015 dalla Greta's Bakery Music.
C'est irreparable è uscito il 3 luglio 2015. Il brano, che narra la storia di un amore irrimediabilmente finito, fu scritto dall'autore italo-francese Nino Ferrer. La canzone in Francia fu resa celebre da Dalida, figura forte e per molti versi analoga a quella di Mina, che ne interpretò la cover, in italiano, dal titolo Un anno d'amore.
Greta Panettieri la interpreta nella lingua originale, il francese, che svela nuovi significati rispetto alla versione italiana presente nel suo album Non gioco più. C'est irréparable mette a fuoco una realtà parallela a quella italiana, la Francia degli anni '60 e la voce di Dalida che con la sua eleganza e il suo carisma è stata per la Francia ciò che è stata Mina per l'Italia, ispirando una intera generazione di autori e interpreti.
Il relativo videoclip dalle tinte noir, glamour e surrealiste, è stato girato a Roma ed è stato diretto da Massimo Salari.

### Tracce
1. C'est irréparable – 7:11 (testo: Nino Ferrer – musica: Nino Ferrer)

### Musicisti
- Greta Panettieri - Voce
- Andrea Sammartino - Pianoforte, organo Hammond, sintetizzatore
- Giuseppe Bassi - Contrabbasso
- Armando Sciommeri - Batteria
- Alfonso Deidda - Sax alto